# (6244) Okamoto
(6244) Okamoto est un astéroïde de la ceinture principale.

## Description
(6244) Okamoto est un astéroïde de la ceinture principale. Il fut découvert le 20 août 1990 à Geisei par Tsutomu Seki. Il présente une orbite caractérisée par un demi-grand axe de 2,16 UA, une excentricité de 0,15 et une inclinaison de 5,4° par rapport à l'écliptique.

## Compléments